# Sindrome rinobronchiale
La sindrome rinobronchiale si presenta con una serie di sintomi a carico dell'apparato respiratorio.

Ancora oggi la scienza medica fatica a trovare una terapia risolutiva e le cure si riducono a contenere gli episodi di riacutizzazione a carico dei bronchi e delle alte vie respiratorie.

Nei casi gravi sembra si possa tracciare una "sorta" di percorso nel tempo di vita del soggetto che parte fin dai primi mesi di vita. 
La bronchiolite potrebbe essere il primo segnale a cui potrebbero seguire asma, poliposi nasale e ricorrenti infiammazioni a carico delle alte vie.
La sindrome tende poi a "inoltrarsi" come un fiume carsico verso l'età dello sviluppo per fare la sua ricomparsa verso la terza età. Nei casi più gravi "rispunta" già verso i trent'anni, presentando ripetute faringiti, sinusiti, riniti, bronchiti. Queste ultime richiedono spesso l'ausilio di terapia antibiotica.
Nei casi gravi il paziente tende sempre più a debilitarsi sia a causa della malattia che delle ripetute e protratte terapie antibiotiche e cortisoniche.

Recenti studi medici statunitensi stanno verificando la possibilità di un legame in tale sindrome, tra malattia a carico dell'apparato respiratorio e cause che risiederebbero anche in un altro organo: l'intestino. 